# スクウェアのトム・ソーヤ
『スクウェアのトム・ソーヤ』 (Square's Tom Sawyer) は、スクウェア（現スクウェア・エニックス）が1989年11月30日に発売したファミリーコンピュータ向けのゲームソフト。

## 概要
19世紀に活躍したアメリカの小説家、マーク・トウェインの『トム・ソーヤーの冒険』（1876年）を原作にしたロールプレイングゲームである。原作のゲームソフトとしては同年2月6日にセタより同じファミコン用ソフトとして発売された『トム・ソーヤーの冒険』に続くタイトル作品となっており、本作ではそれを区別する目的でタイトルにゲーム会社名の"スクウェア"を冠していた。通称は『スクウェア版 トム・ソーヤーの冒険』。
トムやジムなど、登場人物や地名をそのまま原作から引用しており、『ハックルベリー・フィンの冒険』（1885年）でお馴染みのハックも登場する。
ゲーム画面において、制作はスクウェアの「Bチーム」と強調するように記載されている。同社発売の『ファイナルファンタジーI』（1987年）ではオープニングスタッフロールでファイナルファンタジーIの製作が「Aチーム」であるが、スタッフは『ファイナルファンタジー』と一部重複している。
植松伸夫によると、本作は開発終了後も発売までに時間がかかっており、本作の曲は前年発売の半熟英雄やFFIIと同時期に手掛けているとしている。また本作にクレジットされている田中弘道、時田貴司も『ファイナルファンタジー』と同時期、ないしそれ以前に本作の開発をしていたことを語っている。また時田は本作のチームがFF2と同時期に存在していたことも述べている。

## ゲーム内容

### フィールド
ワールドマップは存在せず、上下左右のスクロールによって場面が切り替わっていく形式である（町から森へ。森から川へ…など）。画面は常にトムを見下ろす形で、道路などを移動する。また、映画のような画面アスペクト比になっているのも特徴の一つと言える。セーブはバッテリーバックアップによるもので、アイテムの「テント」を使うことで行う。

### パーティー
ゲームスタート時は主人公のトム1人だけで行動するが、イベントを進める上で仲間を増やしていき、最大4人のパーティーを編成することができる。仲間の入れ替えは「うちにかえる」コマンドによって自由に行うことができる。特定の仲間の有無によってはイベントを進めることができない。中には絶対に仲間にしなければならないキャラもおり、パーティーの編成にも注意を必要とする。各キャラクターには成長の限界値があり、基本的に後半に加わるキャラほど限界値が高い。それにより序盤のキャラは終盤ではまず戦力にならないため、事実上最終パーティは固定される。

### 戦闘システム
町以外のフィールドでは敵が出現する（イベントにおいて、会話から戦闘に突入する場合もある）。ランダムエンカウント制で、歩いていると効果音と共にトムが敵に驚く演出が入り、その後戦闘画面に切り替わる。この作品における、最も特異な箇所が戦闘システムである。画面手前にパーティの後姿とHP表示があり、画面後方に敵が存在するという形式である（スクウェア・エニックスのサイトでは、これを3Dタイプの戦闘としている）。敵は赤いシルエットで表示され、判別できるのは、敵の大小やタイプの違いである。よって、その時点では敵の名前は分からない。攻撃のコマンドは仲間によって異なるが、「ひっさつ（必殺技）」は統一されている。ちなみに、攻撃した時点でも敵の名前は確認することができない。敵からの攻撃を受けると、人物のユーモラスな描写（顔面を殴られたような顔）と一緒に、ようやくここで敵が出現し、風貌などを確認することができる。主人公達のHPがゼロになると、「コテッ」という効果音と、両脚が空中に突き出された描写がなされる。各人物ごとに異なった、細かい演出である。
レベル
この作品は経験値の概念が無く、よってレベルも存在しない。一回の戦闘毎に少しずつステータスが成長し、強くなっていく。キャラの成長はランダムではなく戦闘ごとに固定値が少しずつ蓄積されていく。なお、戦闘直後には成長が反映されず、「自宅や民家などで回復する」「フィールド上で弁当やパンを使いランチタイムを取る」のいずれかの方法で蓄積した成長がステータスに反映される。戦闘中のアイテムによる回復はそれまでの数値のHP回復しか反映されない。
パラメータは小数第一位までの固定小数点で表される。戦闘中にHPが10未満になるとHPが小数点表示され、当時話題を呼んだ。
必殺技
プレイヤー独自の必殺技を編み出すことができる。その必殺技にも、好きな名前を付けることが可能。「ししょう（師匠）」「でし（弟子）」「はもん（破門）」といった時代背景に似つかわしくない設定も独特である。
師匠と弟子をそれぞれ設定し、弟子が仲間にいる状態で師匠が必殺技を発動すれば敵を一撃で全滅させることができる。参加する弟子の人数が多いほど、また残りHPが少ないほど強い敵を倒せるが、失敗するとダメージを受けるなどのリスクもある。
また、必殺技名を特定の名前にすると、開発スタッフからのメッセージを見ることができる。

### アイテム
本作ではシステム上の店やお金が存在せず、全て拾う・人から貰うなどして入手する必要がある。またアイテムに関連したバグ・裏技が多数存在し、中には致命的なものもある。
テント
使うとセーブができる。ゲーム開始時から所持しており、いつでもどこでも使える。
タイル
宝のありかを示したとされるもの。全部で8枚あり、仲間など色々な人が持っている。トムが所持していると、ステータス画面で内容を見られる。ちなみに特定のタイルは2回以上入手可能で、それにより9枚所持することが可能になってしまい、その結果フリーズしてしまうバグがある。
ライセンスカード
イーストシティへ行くために必要となる通行証。
カード
青・赤・黄の3種類がある。仲間が所持しているほか、よい行いをすることによってもらえる。集めればより上位のカードと交換でき、最終的に聖書と交換できる。
聖書
化け物や黒魔術に携わる者達が嫌うアイテム。様々な場面で重要な役割を担う。
スコップ
地面を掘るためのアイテム。これがないとメニューの「ほる」のコマンドが使用できない。
トランプ
ある特定の敵を一撃で倒せるアイテム。「ハートの3」と「ジョーカー」の2種類が存在する。
ランプ
暗がりを照らすことが出来る。最後に手に入るアイテム。

### ミニゲーム
ジャンケン
ジャンケンマンとの戦闘。ジャンケンに勝った方が攻撃の権利を得ることが出来る。コマンドが使えないこと以外は通常戦闘と同じ。
かけっこ
走り屋ジャックとの勝負。A・Bボタンを交互に連打して走る。このシステムは、『ファイナルファンタジーIX』（2000年）のカバオとのかけっこにも流用されている。
神経衰弱
墓を掘ってアイテムの欠片を見つけ、もう一度掘り当てたものが同じ欠片であれば、そのアイテムがもらえる。手に入るアイテムはどれも非常に便利なものばかり。失敗すると罰ゲームとして戦闘になる。大抵はゾンビ系の敵だが、稀に強敵が登場する。

## 設定

### プロローグ
舞台は1855年、アメリカ合衆国のミズーリ州セント・ピーターズパークの田舎町。腕白少年のトムは奇妙な夢を見る。それはサウスエンドの町には海賊の宝が眠っており、それを探しにトムだけを置いて仲間が行ってしまうというものだった。翌朝、ポリー伯母さんに起こされたトムは宝を探すための冒険を始める。

### 舞台
セント・ピーターズバーグ
トムの住む町。ゲームの開始地点となる。
リバーウエスト
隣町。時計台の鐘が盗まれ、時間がわからなくなっている。日曜学校があり、カードを集めると重要アイテムの聖書をもらえる。一部の住民はなぜか広島弁で喋る。
ミシシッピー川
カヌーを手に入れると移動できるようになる。非常に広大で、様々な場所への中継点となる。実は川下は最後の町であるサウスエンドに繋がっているが、そこに至るまでの道には雑魚敵の中でも最強の部類に入るものが出現して行く手を阻むため、普通にプレイしていればまず辿り着けない。
イーストシティ
川を越えた先にある町。ミシシッピー川からの入り口には保安官が立ち、ライセンスカードを所持していなければ通してくれない。特にイベントなどはないが、クリアに必須であるアイテムが手に入る。
ノースフィールド
イーストシティの北にある町。東の森のオオカミに悩まされている。一部の住民は「〜ずら」、「〜だべ」という語尾をつけて喋る。
カーディフの丘
オープニングの夢の舞台となった場所。丘のてっぺんからはサウスエンドの町が見える。アイテムに詳しいホプキンス婆さんが住む。
ハンニバル
サウスエンドの隣町。ここからサウスエンドへは2通りの道が存在する。一部の住民は関西弁で喋る。走り屋ジャックや、魔法のアイテムを作る老人などがいる。
迷いの森
サウスエンドへの道のりの1つ。複雑な構造・常に闇に包まれている・ホラーチックなBGMなどが相まって非常に不気味な場所。随所に設置された墓石がより不気味さを醸し出しているが、抜けるためのヒントにもなっている。魔法の道具がどこかにあるらしく、それを探しに行ったディックが出られなくなって迷っている。
長い森
サウスエンドへの道のりの1つ。その名の通り非常に道のりが長い。ただしほぼ一本道のため、迷うことはない。海賊ビッケの本拠地でもある。
サウスエンド
最後の町。黒魔術のバケモノが常時徘徊しており、街中で普通にエンカウントする。中には大ボス級の強さを持つ敵や、住民に化けているものもあり、気の休まる暇がない。
古いサウスエンド
化け物屋敷がある区域。人はほとんどいない。町の南の墓場では神経衰弱のミニゲームが遊べる。
化け物屋敷
海賊の宝があるとされる場所。雑魚敵が出てくるものとしては最後のダンジョンで、数多くの強敵や複雑な構造・トラップなどから、本作の最難関ダンジョンとして名高い。
洞穴
ある場所にある洞穴。中は暗く、ランプを所持していないと入ることさえできない。雑魚敵は出てこないが、非常に入り組んだ構造をしている。

## 登場人物

### 仲間
主人公とその仲間になる少年達。説明のないスペシャルコマンドは、すべて一定確率で敵を一撃で倒せるものである。
トム
主人公。夢で見たサウスエンドの海賊の宝を探しに冒険へ出発する。主人公らしく成長の限界は最も高く、アイテムを他の仲間より多く持てる。スペシャルコマンドは「にげる」。彼が倒れると逃げることができなくなるため、戦闘では重要。
ジム
トムの家の使用人。顔が真っ黒く、タラコ唇が非常に特徴的。ゲーム開始直後に仲間にできる。戦力としては心許ないが、イベントは豊富。スペシャルコマンドは「ねたふり」。
エミー
トムのガールフレンドであり唯一バトルに参加できる女性キャラ。HP以外の能力は低いが、空家などでパンを見つける能力があるため、ダンジョン探索などでは非常に便利なキャラ。スペシャルコマンドは「きゃ〜っ」。
ハック
森に住んでいる、少年達の英雄でトムの一番の親友。お腹を空かせており、動きたくないらしいが、パンをあげると仲間になる。何故か名古屋弁で喋る。序盤から仲間になるが能力の限界値は非常に高く、ある事情で最後まで必要となる。スペシャルコマンドは「パス」。1ターン休みになり、その間無敵になる。
アルフレッド
隣町のリバーウエストに住む少年。ベッキーを巡ってトムと対決するが、負けて子分になる。最終的に全ての能力が最低。メニュー画面などでは“アル”と表記されている。ちなみに仲間になる場所は最初は彼の自宅だが、それ以降はリバーウエストの森にいる。（他のキャラは大概ずっと同じ場所で仲間になる。）スペシャルコマンドは「せっとく」。
ビリー
イーストシティのガキ大将だが、その割にはあまり強くない。宝の山分けを条件(実質無条件)にトムの仲間に加わる。スペシャルコマンドは「まかせろ」。使用すると他のキャラが戦闘から外れ、ビリー一人で戦うことになる。(その際ビリーがやられてしまうとゲームオーバーになってしまう。)
ボブ
変なものを集めるのが趣味の黒人の少年。ジムの持っていたドアの取っ手と交換で仲間になる。初期能力は低めだが成長の限界は高めで、特に素早さが高い。彼を再び仲間にする際は3回話しかけなければならない。スペシャルコマンドは「あやまる」。
ジョニー
上半身裸で頭にバケツをかぶった変わり者の少年。ジョーの子分でもある。無条件で仲間になるが、断るとなぜかネズミのしっぽをくれる。また、タイルの一部も持っている。最初は強いがすぐに成長が止まる。スペシャルコマンドは「わらう」。
ジョー
ノースフィールドのガキ大将で、トムを狼退治に誘う勇敢な少年。無条件で仲間になる上、貴重品の海賊メダルを所持している。初期能力は子分のジョニーより低いが成長の限界は比較的高く、スピードに至っては全キャラNo.1。スペシャルコマンドは「いじける」。自分一人だけが戦闘から抜ける。
ディック
迷いの森で行方不明になった少年。森を抜けるためにトムの仲間になる。素早さ以外の能力値の限界が高く、またタイルの一部や全体攻撃が可能なクロスを所持しているため、最終メンバーの候補となる。彼に話しかけて仲間にする際、“デック”と誤表記される。また、迷いの森に入ったのも魔法のアイテムと言われているクロスを手に入れるためだったが、彼を外した際何故かまた迷いの森で迷子になっている。（しかも話しかけた時の様子も楽観的。）スペシャルコマンドは「かいさん」。使うと仲間が戦闘から抜け、トム一人で戦うことになる。
インディ
エース・マークらと組んで海賊の宝を狙うトムのライバル。喋り方は片言。物語終盤で手を組んでいたエース・マークらが、サウスエンドの化け物屋敷に恐れをなし逃げ出す中、聖書があれば何とかなると考え、その聖書を見せることでトムの仲間になる。トムに次いで強くなる上タイルの一部も持っているため、ディック同様最終メンバーの候補となる。スペシャルコマンドは「げきど」。

### ライバル
トム以外の宝を狙う者や、トムの邪魔をする者達。
インジャンジョー
海賊の宝を狙うならず者。序盤から随所で話題に上がるが常にトムの先を行き、姿を見せるのは終盤になる。
ウース・ソース
トムをライバル視する双子。行く先々の町でトムにバトルを挑んでくる。
エース・マーク
トムと同様、海賊の宝を探す二人組み。話が進むとインディとも行動を共にする。それほど敵対的ではないが、協力的でもない。終盤でサウスエンドの化け物屋敷に恐れをなし逃げ出す。
オオカミ
ノースフィールドの町の人々を困らせている狼。ずるがしこい性格。
マフポッター
海賊の宝を狙う金の亡者。暴力は好かないらしく、事あるごとに宝の山分けを持ちかけてくる。
ビッケ
各地で部下を使い、子どもを攫う海賊。シルバー船長とは顔なじみらしい。『ファイナルファンタジー』からのゲスト出演。
おこさまランチ
ビッケの部下。各所でうろついており、話しかけると戦闘になる。かなりの強敵で、時期によってはまったく歯が立たないため、話しかける際には注意を払う必要がある。ある条件下ではレッドという仲間と一緒に現れ、仲間を攫って行ってしまう。
フランクリン
化け物屋敷の主の黒魔術師。海賊の宝を狙う者たちを化け物に変えている。全身黒ずくめで、顔などは判別できない。聖書を使わないとラスボスよりも強く、勝つのが非常に困難である。

### その他
ポリーおばさん
トムの伯母。休むと回復アイテムであるべんとうを渡してくれる。
シッド
トムの弟。兄のイタズラをすぐに伯母のポリーに言いつけようとする。重要アイテムであるタイルの一部を持っている。
ヘイズじいさん
北の森に住む老人。手紙を届けると、海賊の宝について教えてくれる。
ベッキー
サウスエンドから引っ越してきた少女。トムとすぐに両思いになる。ライセンスカードを持っているが、嫉妬深い性格のためになかなか渡してくれない。終盤ではビッケに攫われてしまう。
リチャード
リバーウエストの森に住む木こり。腕はかなりのもので、カヌ〜を作ってくれる。
シルバー船長
ジャクソン島で一人で暮らしている老人。娘が駆け落ちして以来、心を閉ざしている。戦闘にも参加することがあり、その際は「せんちょ」と表記される。
クリス
シルバー船長の娘。父の身を案じている。
ホプキンス
カーディフの丘に住む物知りな老婆。アイテムを見せると、その使い道を教えてくれる。狼の牙を欲しがっているらしい。
ジャンケンマン
ノースフィールドの町でジャンケン勝負を挑んでくる男。勝利すると非常に便利なアイテムをくれる。
ジャック
ハンニバルの町にいる走り屋。いつも寝ているが、勝負を挑むと凄まじい足の速さを発揮する。
ワトソン
ハンニバルの町にいる老人。いつも昼寝をしており、ハックの持っているかんしゃく玉を使わないと起きない。ジャックに勝てる秘密を知っている。
ワドキンス
長い森にいるクイズ王。彼の出すクイズに正解すると非常に便利なアイテムがもらえるが、不正解だと襲い掛かってくる。
バックランド
化け物屋敷の執事。紳士的な態度でトムを出迎えてくれるが……。
ヘンリー
鍵開けの達人。金庫破りで指名手配されているが、根っからの悪人ではない。
マーガレット
ハックの母親。各所で足取りがつかめるが……。
ハロウィーン
ある場所にいるモンスター。なぜかハックの姿をしており、話しかけると戦いに突入する。本編中では語られなかった真実を教えてくれるが、会うためには裏技を使用する必要があり、最終的にはリセットボタンを押されてしまう。

## スタッフ
- グラフィック：みうらまさあき、星野雅紀、時田貴司
- プログラム：安達景太郎、吉井清史、中村博史
- 音楽：植松伸夫
- 協力：田中弘道
- シナリオ：小森豪人
- 企画：ほしののぶゆき、伊藤裕之

## 評価
ゲーム誌『ファミコン通信』の「クロスレビュー」では、8・4・7・6の合計24点（満40点）、『ファミリーコンピュータMagazine』の読者投票による「ゲーム通信簿」での評価は以下の通りとなっており、24.45（満30点）となっている。同誌1991年5月10日号特別付録の「ファミコンロムカセット オールカタログ」では、「斬新なシステムを採用している多人数パーティ制RPG」、「戦闘時に使う必殺技に自由にネーミングできるのもユニーク」、「ただし『お金』が存在しないのは賛否両論あるだろう」と紹介されている。
| 項目 | キャラクタ | 音楽 | 操作性 | 熱中度 | お買得度 | オリジナリティ | 総合  |
| 得点 | 4.37       | 3.98 | 3.94   | 4.15   | 3.85     | 4.16           | 24.45 |

## その他
- セリフやキャラクターの名前、地名などにはなぜか長音（ー）が使われず、波形（〜）が使われている。タイトル画面やモンスターの名前などでは長音が使われている。
- 音楽担当の植松伸夫が、ゲーム誌『ファミ通』で連載していたコラム「植松伸夫のみんなそうなの?」の第1回で、自身が携わったゲームとして同作品を挙げていた。
- 様々なイベントがあるが、ゲームクリアに必須であるイベントはごく少数で、かつ序盤から最強になれる成長システムのため、実は非常に自由度が高い（序盤の重要イベント、ライセンスカード取得すら必須ではない。ただし実際に達成するのは非常に困難）。ただし一応全てのイベントを体験することを前提にシナリオが作られているようで、進め方によっては一部会話等に矛盾が発生する場合もある。
- ある場所ではリセットボタンを押すという反則的な攻撃をしてくる敵が稀に出現し、本当にタイトル画面に戻されてしまう。ゲーム史上でも他に類を見ない攻撃である。
- サウスエンドの町にはアイテムをあげると情報をくれる人物がいるが、重要アイテムをあげることができてしまう。ランプなどのクリアに必須のアイテムを渡すとハマリの状態になり、テントを渡せばセーブができなくなる。
- オープニングで特殊な操作をするとサウンドテスト画面に切り替わる裏技も存在する。